# William Nisser (1801–1893)
William Amatus Nisser (i riksdagen kallad Nisser i Hagelsnäs), född 13 september 1801 i London, död 4 februari  1893 i Vika församling, Kopparbergs län, var en svensk bruksägare, militär och riksdagsman.

## Biografi
William Nisser föddes 1801 i London. Han var son till kyrkoherde Samuel Nisser (1760–1814) i Västra Vingåkers församling och Sara Margareta Brunnmark. Nisser blev 1816 student vid Uppsala universitet och 18 oktober 1817 rustmästare vid Dalregementet. Han blev 23 juli 1818 sergeant, 28 september 1818 fänrik och avlade 21 februari 1819 officersexamen. Nisser blev 30 mars 1820 tredje adjutant, 11 juni 1822 andre adjutant och 24 februari 1824 löjtnant. Han blev 1826 chef för arbetskommendering till slottsbyggnaden i Stockholm.
Han var överstelöjtnant vid Dalregementet och ledamot av riksdagens första kammaren 1867–1872 för Kopparbergs län.
Han var farfar till William Nisser (1882–1960).

### Familj
Nisser gifte sig 13 september 1833 på Grycksbo bruk med Augusta Margareta Munktell (1812–1892), dotter till bergsrådet Johan Jakob Munktell och Eva Gahn. De fick tillsammans barnen Ernst Nisser (1835–1837), Martin Nisser (1836–1837), direktören Ernst Nisser (1837–1898), Samy Nisser (1839–1890), grosshandlaren Birger Gustaf Martin Nisser (1841–1896), Rosa Nisser (1843–1860) och Maria Martina Karolina Augusta Nisser (1849–1876) som var gift med översten Gustaf Hanngren.